# 麟洛交流道
麟洛交流道為臺灣國道三號（福爾摩沙高速公路）的交流道，位於臺灣屏東縣麟洛鄉、竹田鄉、內埔鄉交界處，指標為407K+500，為分離式鑽石型，分離式設計是為了配合屏東運動公園。
2005年此交流道匝道時速限為每小時60公里，上坡最大縱坡度為+4.65%，下坡為-5.78%。北側匝道連接鄉道屏37線，南側連接屏東運動公園環場道路，兩條路皆連接省道台1線，台1線向西通往麟洛鄉、屏東市南區，向東往內埔鄉。
由於屏東交流道僅南出北入，麟洛交流道成為屏南地區通往屏東市的重要道路。